# SK Altheim
Der Sportklub Altheim entstand durch eine Fusion von drei Altheimer Fußballklubs 1948.
Ab 1968 gehörte der Verein der oberösterreichischen Landesliga an und war damit der am längsten der Landesliga zugehörige Fußballklub. Der größte Erfolg war der Gewinn des Landesmeistertitels 1973. Des Weiteren begannen die 2 österreichischen Nationalspieler Franz Viehböck und Reinhold Hintermaier ihre Karriere beim SK Altheim.

## Erfolge

### Meisterschaft
- Meister 2. Klasse: 1952, 1958, 1962
- Meister Bezirksliga: 1968, 2015, 2025
- Vizemeister 1. Landesliga: 1971, 1972
- Meister 1. Landesliga: 1973
- Meister 2. Landesliga: 1978, 1989, 2003

### Landescup
- Sieger: 1993

### Innviertlercup
- Sieger: 1959, 1965, 1967, 1991, 1993
- Zweiter: 2005, 2017
- Dritter: 1961, 1979, 1981, 1987, 1997
- Vierter: 1975, 2001

## Stadion

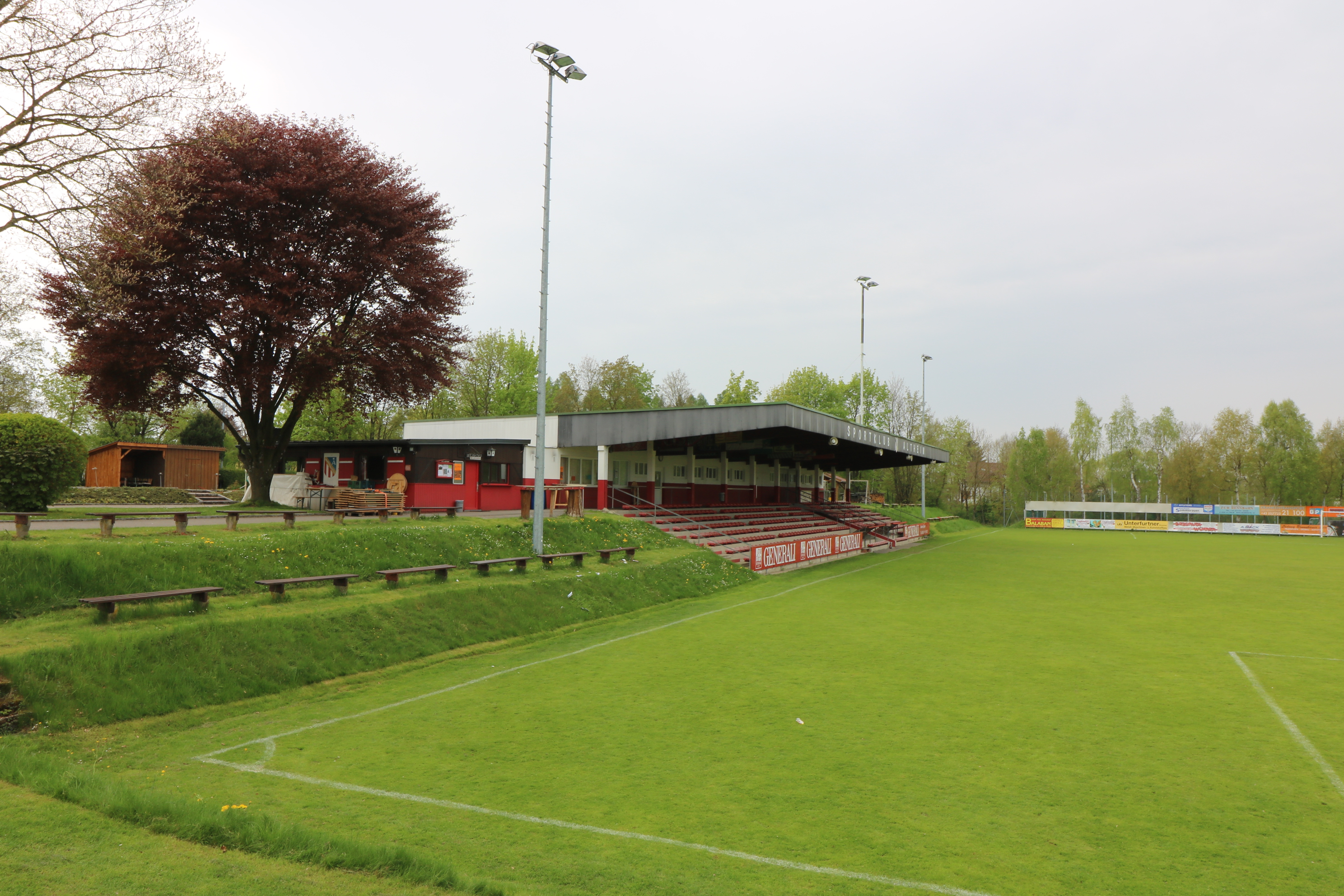
Blick auf die Tribüne des Achstadions

Die KOBE-Arena (ehem. Achstadion Altheim) hat ein Fassungsvermögen von ca. 2.500 Zuseher, wobei die überdachte Haupttribüne mit 500 Sitzplätzen ausgestattet ist. Links und rechts neben der Haupttribüne befinden sich Sitzbänke für etwa 200 Besucher auf der Gegentribüne etwa für 300 Besucher, womit man auf ca. 1.000 Sitzplätze kommt. Die Rekordzuseherzahl betrug 3.000 Zuseher und wurde in den 1970ern im ÖFB-Cup-Spiel SK Altheim gegen Wacker Innsbruck erreicht.
Nebenbei beherbergt die KOBE-Arena 5 Kabinen, ein Sportheim, eine Kantine, ein Büro, sowie auf der Hinterseite das Klubheim des ESV Altheim inklusive deren Asphaltbahnen (Stockschießen). Weiters verfügt der Platz über eine automatische Bewässerungsanlage.

## Ehemalige bekannte Spieler
- Franz Viehböck
- Reinhold Hintermaier
- Karl Kolla (Jugendnationalspieler)
- Ivan Dimitrov
- Markus Hammerer (Jugendnationalspieler)